# 1822

## أحداث
- تأسيس مدينة الشامية في العراق
- 7 سبتمبر - استقلال البرازيل من البرتغال.
- ثورة بركان جالنج جنج في جافا بإندونيسيا أدى إلى مقتل ما يقارب 4000 شخص

## مواليد
- أديلبرت ديلبروك
- ألفريد مايسنر
- جورج ستونمان
- رذرفورد هايز
- غريغور يوهان مندل
- فريدريك باسي
- لويس باستور
- ماثيو أرنولد
- محمد سعيد باشا
- محمد علي البارفروشي
- ميرن
- هاينريش شليمان
- هيرمان كان
- يوليسيس جرانت

## وفيات
- ألكسندر ماكينزي (سياسي)
- بيرسي بيش شيلي
- جيسي جيمس
- دنمارك فيسي
- سليمان بن محمد
- وليام جونز
- ويليام هيرشل
- 8 مايو - جون ستارك، جندي أمريكي في حرب الاستقلال.
- عمر مكرم